# Yūna Kasai
Pour les articles homonymes, voir Kasai.
Yūna Kasai (葛西 優奈, Kasai Yūna), née le 4 février 2004 à Sapporo, est une coureuse japonaise du combiné nordique. Elle est la sœur jumelle de Haruka Kasai, elle-même coureuse de combiné nordique.

## Carrière sportive
Elle rejoint le Sapporo Jump Shōnen Club. En mars 2018, à l'âge de 14 ans, elle a participé au championnat national de ski organisé à Nayoro et a termine quatrième en combiné nordique/5 km, manquant la médaille de bronze de 38 secondes. L'année suivante, elle remporte sa première médaille nationale à Hakuba après avoir terminé deuxième derrière Ayane Miyazaki.
Elle entre au lycée de l'Université Tōkai de Sapporo. Aux Jeux olympiques de la jeunesse d'hiver de 2020 à Lausanne, elle termine sixième en saut à ski individuel. Aux Championnats du monde juniors de ski nordique 2021 organisés à Lahti, elle termine quatrième en combiné nordique individuel. La même année, lors de la Coupe du monde de combiné nordique, elle remporte le bronze en combiné nordique départ groupé et également le bronze dans la catégorie individuelle à Otepää.
En 2022, lors de la Coupe du monde de combiné nordique, elle se classe quatrième dans la catégorie individuelle et départ groupé à Val di Fiemme.
En février 2025, elle participe aux Championnats du monde : elle remporte le titre sur la mass start, sa sœur Haruka remportant le bronze.

## Palmarès

### Championnats du monde
| Épreuve / Édition        | Individuel | Individuel | Par équipe mixte |
| Épreuve / Édition        | Gundersen  | Mass start | Par équipe mixte |
| Mondiaux 2021 Oberstdorf | 16         | NC         | NC               |
| Mondiaux 2023 Planica    | 5          | NC         | 5                |
| Mondiaux 2025 Trondheim  |            | Or         |                  |

### Coupe du monde
- Meilleur classement général : 6e en 2023.
- 1 podiums individuels : 1 première place

#### Différents classements en Coupe du monde
| Année     | Classement général final |
| 2020-2021 | 14e                      |
| 2021-2022 | 8e                       |
| 2022-2023 | 6e                       |
| 2023-2024 | 9e                       |